# Filialtherapie
Filialtherapie ist ein auf dem personzentrierten Ansatz nach Carl Rogers und der Spieltherapie nach Virginia Axline basierendes elternorientiertes Therapieverfahren.
In der Filialtherapie wird die natürlich bestehende Beziehung zwischen Eltern und Kind als therapeutischer Facilitator genutzt. Der Begriff Filialtherapie wurde von Bernard Guerney als innovative Methode therapeutischer Intervention eingeführt, in der Eltern ausgebildet werden, mit Hilfe personzentrierter, spieltherapeutischer Mittel eine therapeutische Veränderung beim eigenen Kinder zu ermöglichen. Der Begriff „filial“ weist dabei auf eine natürlich positive, enge (Verwandten-)Beziehung zum Kind hin, beispielsweise Eltern-Kind, aber auch das Verhältnis Großeltern- oder Pflegeeltern-Kind, Lehrer-Schüler, Erzieher-Kind oder das Peerverhältnis können damit beschrieben werden.
Guerney fasst diesen Personenkreis unter dem Begriff „significant other“ zusammen, von Sue Bratton und Garry Landreth wird diese Personengruppe später (2005) „paraprofessionals“ genannt. Der Begriff „filial“ kann auf das griechische Wort „philos“ zurückgeführt werden, was als Adjektiv so viel bedeutet wie geliebte(r), geschätzte(r).

## Ziele/Ablauf
Filialtherapie zielt darauf ab, das Familienklima zu verbessern und Stress zu verringern. Sie bewirkt eine Stärkung der Eltern-Kind-Beziehung und Bindung durch wöchentliche 30 Minuten gemeinsame Spielzeit. Den Eltern wird in filialtherapeutischen Elterntrainings gelehrt, wie sie konzipierte 30-minütige Spieleinheiten mit ihrem Kind zu Hause durchführen und so über die Sprache des Spiels mit ihrem Kind auf einer Handlungsebene kommunizieren können. Sie werden trainiert, wie sie empathisch auf die Gefühle ihres Kindes reagieren, wie sie das Selbstbewusstsein ihres Kindes stärken können, wie sie ihrem Kind zu mehr Selbstkontrolle und Selbstwirksamkeit verhelfen können und vor allem, wie sie während dieser speziellen Spielzeit (therapeutische) Grenzen setzen können. Während dieser Spielsitzung ist das Kind das Zentrum ihres Universums. Innerhalb dieser speziellen Spielzeit schaffen die Eltern eine akzeptierende Beziehung, in der sich das Kind komplett sicher fühlt, und zwar so sicher, dass es sich über das Spiel ausdrückt – Ängste, Wünsche, Abneigungen, Wut, Einsamkeit, Freude oder Versagensgefühle. Die 30 Minuten sind keine normale Spielzeit, es handelt sich vielmehr um eine spezielle Zeit, in der das Kind den Weg weist und der Elternteil folgt. Während dieser speziellen Zeit gibt es keine Ermahnungen, keine Herabsetzung, keine Bewertung und keine Anforderungen.

## Nutzen
Während der speziellen Spielzeit bauen Eltern eine andere Art von Beziehung zu ihrem Kind auf. Das Kind erfährt sich als wichtig und ernst genommen, es fühlt sich von seinen Eltern verstanden und akzeptiert, wie es ist. Wenn Kinder während des Spiels eine Beziehung erfahren, in der sie sich akzeptiert, verstanden und umsorgt fühlen, sind sie in der Lage, viele ihrer Probleme „auszuspielen“. Im Spielprozess werden dann Anspannungen, Gefühle und Belastungen gelöst. Dadurch wird sich das Kind besser fühlen und in der Lage sein, eigene Stärken zu erkennen und durch die Leitung, die es in den Spielsituationen übernehmen kann, mehr Selbstwirksamkeit erfahren. Die Tatsache, dass sich das Kind anders fühlen wird, wird sich signifikant auf das Verhalten des Kindes auswirken.
Die Eltern lernen in der speziellen Spielzeit, sich auf ihr Kind, statt auf dessen Probleme zu konzentrieren. Dadurch wird sich auch das Verhalten des Kindes verändern, da das Verhalten des Kindes und seine Denkweise direkt mit dem Selbstbild des Kindes zusammenhängt.

## Fünf Argumente
Der Begründer des Ansatzes Bernard Guerney nannte 1964 fünf Argumente für den besonderen Nutzen der Filialtherapie:
1. Probleme der Kinder sind im Normalfall nicht das Ergebnis elterlicher Erkrankungen. Sie resultieren viel mehr aus elterlicher Unsicherheit bzgl. Erziehung.
2. Das Spielen mit Kindern im therapeutischen Sinn hilft Eltern, die Beziehung zu ihren Kindern zu verbessern.
3. In der personzentrierten Kindertherapie gibt es eine Tradition, dass Eltern Spielstunden mit ihren Kindern gestalten.
4. Es ist förderlich für den therapeutischen Prozess, wenn Eltern ein Teil dieses Prozesses sind.
5. Im Leben eines Kindes ist die Eltern-Kind Beziehung die stärkste bestehende Beziehung. Somit hat die kleinste Veränderung in dieser Beziehung auch einen wesentlich größeren Effekt auf das Kind, als dies in einer Therapeut-Kind Beziehung der Fall wäre.